# El bosque de los perros
 El bosque de los perros es una película de Argentina filmada en colores dirigida por Gonzalo Zapico sobre su propio guion que se estrenó el 9 de mayo de 2019 y que tuvo como actores principales a Guillermo Pfening,  Marcelo Subiotto, Angelo Mutti Spinetta y Lorena Vega. Fue filmado rodado mayormente en la ciudad de Vicente Casares, provincia de Buenos Aires.

## Sinopsis
Una mujer retorna después de mucho tiempo a su pueblo natal para ajustar algunas cuentas vinculadas a un episodio trágico en el que murieron sus padres y los avatares sentimentales que todavía repercuten en el presente.

## Reparto
Colaboraron en la película los siguientes intérpretes:
- Guillermo Pfening ... Gastón
- Marcelo Subiotto ... Carlos
- Angelo Mutti Spinetta ... Gastón (joven)
- Lorena Vega ... Mariela
- Julieta Brito ... Mariela (joven)
- Francisco Macia ... Carlos (joven)

## Comentarios
Horacio Bernades opinó sobre el filme en Página 12:

”…tiene climas logrados, sostiene un tempo cargado y denso, las actuaciones están todas a la altura y hay suficientes ocultamientos entre los personajes como para mantener el interés…Pero problemas de construcción (del guion, de los agonistas) hacen de ella una película fallida. Lo cual no es ningún pecado, sobre todo tratándose de un primer film, pero restringe sus alcances…. Los silencios le hacen muy bien al cine hablado, porque generan hiatos en la narración…Pero…tienen también un problema, que es que el relato en algún momento debe rellenarlos."

Por su parte Alejandro Lingenti en La Nación afirmó:

”Aun cuando se toma un tiempo excesivo para presentar sus conflictos centrales en un primer tramo algo moroso en el que apuesta todas las fichas a la sugestión, El bosque…oscuro y opresivo...mantiene la gravedad hasta el final, renunciando a cualquier tentación de alivianarse."